# Pegias fabula
Pegias fabula är en musselart som först beskrevs av I. Lea 1838.  Pegias fabula ingår i släktet Pegias och familjen målarmusslor. IUCN kategoriserar arten globalt som akut hotad. Inga underarter finns listade i Catalogue of Life.